# Alfa Laval

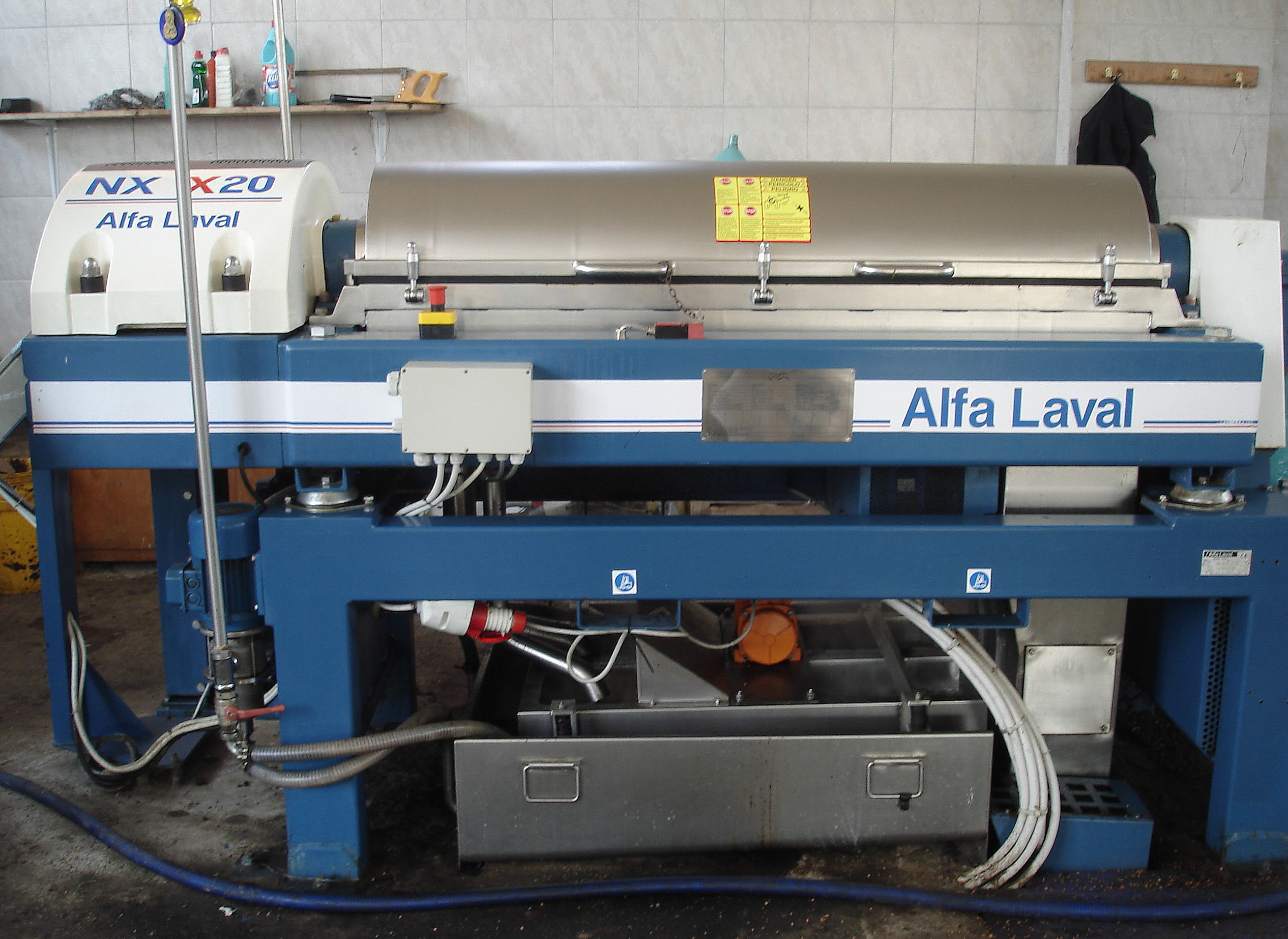
Une centrifugeuse de l'entreprise

Alfa Laval  est une entreprise suédoise spécialisée dans l'échange thermique, la séparation et le transfert de fluides. Fondée en 1883 par Gustaf de Laval et Oscar Lamm, elle a marqué l'histoire de la technologie des échangeurs de chaleur. Alfa Laval est présente aussi bien dans la vente d'équipements individuels (échangeurs de chaleur, aéroréfrigérants, condenseurs, évaporateurs) que dans la vente de chaînes complètes.
Son siège social est situé à Lund, en Suède. La société est implantée dans près de 100 pays et emploie 18 000 collaborateurs. Elle réinvestit 2,5% de ses 3,8 milliards d'euros de chiffre d'affaires dans la Recherche et développement.
En France, elle est implantée en région lyonnaise, à Saint-Priest, et emploie désormais 900 personnes.

## Histoire

### Les origines
C'est en 1877 que Gustaf de Laval commence à travailler sur le développement d'un séparateur centrifuge. En 1882, le premier séparateur centrifuge est utilisé sur une application industrielle, de l'huile de poisson en Norvège.
En 1883, Gustaf de Laval et Oscar Lamm créent la société AB Separator.

### LeXXesiècle
En 1938, cette entreprise produit son premier échangeur de chaleur. Entre 1961 et 1971, la filiale française de l’entreprise a pour dirigeant Gabriel Banon. En 1963, elle change son nom en Alfa Laval AB.
La société est également active dans les systèmes de traite en élevage laitier, où elle a fait ses preuves depuis de nombreuses années.

### AuXXIesiècle
En 2008, Alfa Laval représente vingt sites de production, soixante-dix centres de service et 11 500 employés, dont 1900 en Suède, 1100 au Danemark, 1000 en Inde, 880 en France et 800 aux États-Unis.
En septembre 2020, Valmet, actionnaire minoritaire à 29,5 % dans Neles, annonce lancer une offre d'acquisition sur Neles, alors qu'Alfa Laval avait fait de même avec une offre de 2 milliards de dollars.

## Principaux actionnaires
Au 13 décembre 2019:
| Tetra Laval International         | 29,1% |
| Swedbank Robur Fonder             | 6,50% |
| Alecta Pension Insurance Mutual   | 5,80% |
| AMF Fonder                        | 5,11% |
| AFA Sjukförsäkringsaktiebolag     | 3,94% |
| FIL Investment Advisors           | 3,03% |
| Norges Bank Investment Management | 2,60% |
| Harding Loevner                   | 2,35% |
| The Vanguard Group                | 2,10% |
| Wellington Management             | 2,06% |

## Partenariats durables
En 2018, Alfa Laval est devenue copropriétaire de Malta, Inc., pour laquelle elle fournit également des technologies de transfert de chaleur.
En 2021 également, Alfa Laval et Wallenius Marine ont formé une coentreprise appelée AlfaWall Oceanbird. Le partenariat vise à fournir des solutions de propulsion éolienne pour l'industrie du transport maritime, afin de réduire les émissions,.